# Bitva u Puebly
Bitva u Puebly byla bitva mezi francouzskými vojsky a mexickou armádou. Ke střetnutí došlo 5. května 1862 nedaleko města Puebla v Mexiku. Bitva skončila vítězstvím mexické armády. Toto vítězství je v Mexiku slaveno jako Cinco de Mayo; ve Spojených státech amerických je tento den (5. května) nazýván dnem nezávislosti Mexika.